# 燃灯寺水库
燃灯寺水库又称燃灯水库是中国安徽省滁州市凤阳县境内的一座水库，位于淮河支流小溪河上，建于1974年。水库正常库容为4760万立方米，集雨面积为173平方千米，海拔为41.5米。